# Jallaram
Jallaram es una ciudad censal situada en el distrito de Karimnagar en el estado de Telangana (India). Su población es de 9329  habitantes (2011). 

## Demografía
Según el censo de 2011 la población de Jallaram era de 9329 habitantes, de los cuales 4809 eran hombres y 4520 eran mujeres. Jallaram tiene una tasa media de alfabetización del 73,63%, superior a la media estatal del 67,02%: la alfabetización masculina es del 80,77%, y la alfabetización femenina del 66,08%.